# Favolaschia pustulosa
Favolaschia pustulosa är en svampart som först beskrevs av Franz Wilhelm Junghuhn, och fick sitt nu gällande namn av Carl Ernst Otto Kuntze 1898. Favolaschia pustulosa ingår i släktet Favolaschia och familjen Mycenaceae.   Inga underarter finns listade i Catalogue of Life.